# Bèlgida (kommunhuvudort)
Bèlgida är en kommunhuvudort i Spanien.   Den ligger i provinsen Província de València och regionen Valencia, i den östra delen av landet, 300 km sydost om huvudstaden Madrid. Bèlgida ligger 275 meter över havet och antalet invånare är 719.
Terrängen runt Bèlgida är kuperad söderut, men norrut är den platt.Runt Bèlgida är det ganska tätbefolkat, med 207 invånare per kvadratkilometer. Närmaste större samhälle är Alcoy, 16,1 km söder om Bèlgida. 